# Oikos (onderzoeksschool)
Oikos (The National Research School in Classical Studies) is een onderzoeksschool op het gebied van klassieke studies waaraan zes Nederlandse universiteiten en één Belgische zijn verbonden: Radboud Universiteit Nijmegen, Rijksuniversiteit Groningen, Universiteit Leiden, Universiteit van Amsterdam, Universiteit Utrecht, de Vrije Universiteit Amsterdam en Universiteit Gent.
Oikos organiseert cursussen voor promovendi en master-studenten op het gebied van de Grieks-Romeinse oudheid en hun receptie. De onderzoeksschool stelt zich tot doel het onderzoek op dit terrein te coördineren en te stimuleren en ook de internationale samenwerking te bevorderen.
Oikos is lid van de internationale federatie voor verenigingen voor klassieke studies en is sinds 1999 erkend door de Koninklijke Nederlandse Akademie van Wetenschappen.
De onderzoeksschool kent periodiek de Oikos publieksprijs aan een classicus of historicus die op voortreffelijke wijze de oudheid onder de aandacht van een groot publiek heeft gebracht.